# Maison des Bôves

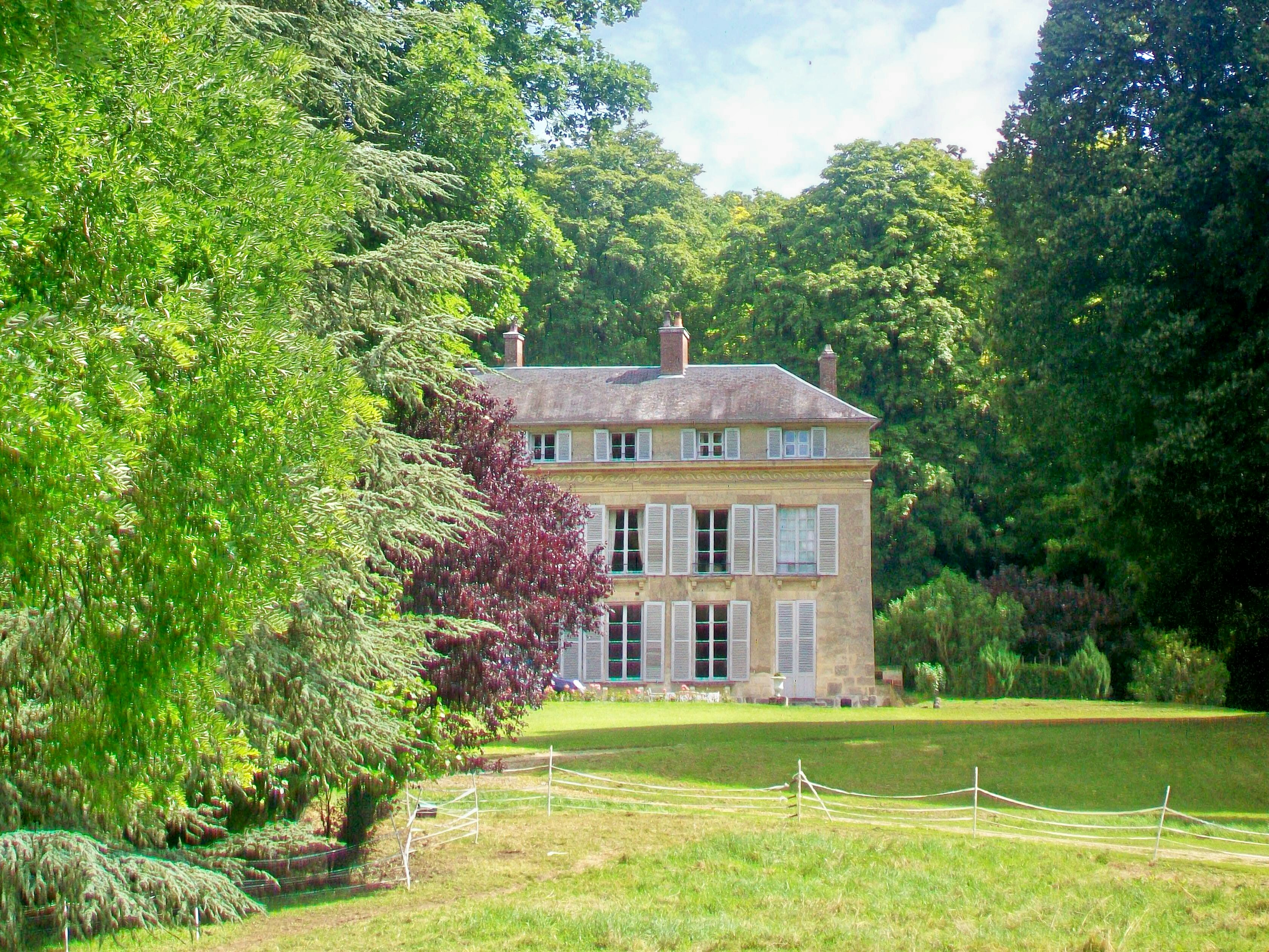
Maison des Bôves in Magny-en-Vexin

Die Maison des Bôves in Magny-en-Vexin, einer französischen Gemeinde im Département Val-d’Oise in der Region Île-de-France, wurde 1810 errichtet. Das Schloss an der Rue du Moulin-de-la-Planche steht seit 1993 als Monument historique auf der Liste der Baudenkmäler in Frankreich.
Das Gebäude, das sich in Privatbesitz befindet und nicht besichtigt werden kann, wird von einer großen Parkanlage umgeben. Die Einfriedung des Ensembles ist ebenfalls als Baudenkmal geschützt.